# Semovente 75/46
Semovente da 75/46 (také Ansaldo 75/46 M43) byl italský stíhač tanků používaný Němci pod označením Sturmgeschütz M43 mit 75/46 (852) (i) během druhé světové války. Vznikl na podvozku středního tanku M15/42 a byl vyzbrojen 75mm kanónem s délkou hlavně 46 ráží (Cannone da 75/46 Modello 34), který Němci přejmenovali na 7,5 cm Flak 264/3(i). Celkem bylo v letech 1943–1944 vyrobeno společností Ansaldo pouze 11–13 kusů tohoto stíhače tanků (8 v roce 1943, 3 v roce 1944).

## Konstrukce
Semovente 75/46 měl trup M43 (rozšířená verze M42) stejně jako Semovente 105/25. Houfnice ráže 105 mm L/25 však byla nahrazena delším 75mm kanónem L/46, původně koncipovaným jako protiletadlový kanón, ale také používaným jako protitankový kanón, který zajišťoval vyšší úsťovou rychlost (750 m/s místo 510) a daleko větší dostřel. Byl schopný vystřelit náboj o hmotnosti 6,5 kg do vzdálenosti 13 000 m. Kanón mohl prorazit až 130 mm pancíře na 500 m.
Další rozdíl oproti jeho předchůdci byl ve zvýšeném pancéřování. V přední části nástavby, kde bylo původně 75 mm pancíře, byly přidány 25mm šikmé desky pod úhlem 25°. Boční pancéřování bylo také zesíleno. Posádku tvořili pouze 3 muži, výzbroj proti pěchotě tvořil 8mm kulomet Breda 38, umístěný před poklopem nabíječe. Tank měl hmotnost jen 15,7 t (např. StuG III Ausf. G měl 23.9 t), dosahoval maximální rychlosti 38 km/h. Také měl velmi dobrý rozsah náměru: od -12° do + 22°.